# National Tax Journal
Das National Tax Journal (NTJ) ist eine wissenschaftliche Zeitschrift zu volkswirtschaftlichen Themen, die von der US-amerikanischen National Tax Association (NTA) herausgegeben wird. Das Journal publiziert vorrangig angewandte und empirische Arbeiten zur Fiskalpolitik, speziell der Steuerlehre, sowie die Analyse der Staatsausgaben. Es ist an der Rice University in Houston, Texas beheimatet, von der es auch finanziell unterstützt wird.
Ausgaben erscheinen vierteljährlich, während die Dezember-Ausgabe ein Konferenzband für die auf dem Frühjahrssymposium der NTA vorgestellten Beiträge ist. Die regulären Ausgaben (März, Juni und September) unterliegen dem Peer-Review-Verfahren und enthalten meist die Rubrik NTJ Forum, in welcher eingeladene Artikel veröffentlicht werden.
Das Journal wurde 1919 gegründet und hieß bis einschließlich 1947 The Bulletin of the National Tax Association.

## Redaktion
Die Redaktion wird derzeit (2015) gemeinsam vom George R. Zodrow und William M. Gentry geleitet. John W. Diamond ist ein zusätzlich Redakteur für die Sparte Forum. Dorey A. Zodrow fungiert als Chef vom Dienst. Sie werden von derzeit 21 beratenden Redakteuren, darunter James M. Poterba und R. Glenn Hubbard beraten.

## Preise
Das National Tax Journal vergibt zwei Preise: Den „Richard-Musgrave-Preis“, mit dem seit 1999 jährlich der beste Artikel im Vorjahr prämiert wird, sowie den „Preis für den Gutachter des Jahres“ (Referee of the Year Award). Gutachter des Jahres sind bis zu zwei Gutachter, deren wissenschaftliches Gutachten im wissenschaftlichen Peer-Review-Verfahren außergewöhnlich konstruktiv und hilfreich im Publikationsprozess waren. Der Preis wird seit 2005 jährlich vergeben.

## Rezeption
Combes und Linnemer sortieren das Journal mit Rang 77 von 600 wirtschaftswissenschaftlichen Zeitschriften in die drittbeste Kategorie A ein.